# John Croker

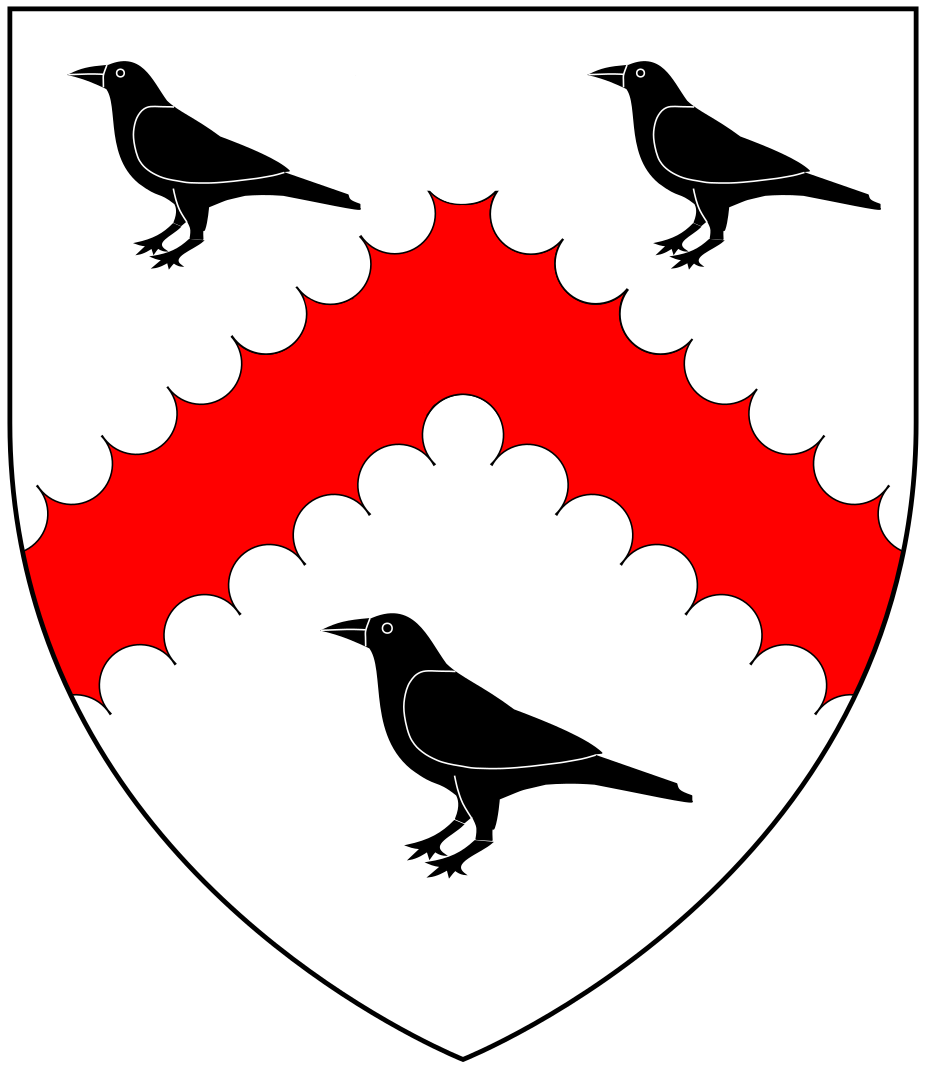
Wappen des Sir John Croker

Sir John Croker of Lineham (auch Crocker; * um 1445; † 1508) war ein englischer Ritter.

## Leben
Sir John Croker war ein Sohn von John Croker und Elizabeth, Tochter des Robert Yeo. Er beerbte seinen Vater als Gutsherr des Anwesens Lyneham in der Gemeinde Yealmpton in Devonshire.
Sir John wurde in Devonshire ab 1467 als Commissioner mit verschiedenen Aufgaben betraut und diente in der Grafschaft auch von 1471 bis 1474 und von 1480 bis 1483 als Justice of Peace (Friedensrichter).
Während der Rosenkriege stand John Croker treu zu Eduard IV. und kämpfte für seinen König 1471 bei den Schlachten von Barnet und Tewkesbury, wo er der Standardbearer (Standartenträger) des Königs war. Nach dem Sieg in der Schlacht von Tewkesbury erhielt er am 4. Mai 1471 noch auf dem Schlachtfeld von Eduard IV. den Ritterschlag als Knight Bachelor.
Im Jahr 1473 gehörte Sir John zu den Männern, die St Michael’s Mount, das von John de Vere, 13. Earl of Oxford besetzt wurde, belagern und befreien sollten, nachdem dies zuvor Henry Bodrugan nicht gelang.
Sir John genoss bei König Eduard IV. hohes Ansehen und Vertrauen, so dass er zum Cupbearer (Mundschenk) des Königs ernannt wurde und 1475 zum Gefolge des Königs bei dessen Feldzug gegen Frankreich gehörte.
Als Richards III. 1483 die Krone an sich riss, muss Sir John opponiert haben. Er wurde jedenfalls mit einer Bill of Attainder geächtet und seine Ländereien wurden von der Krone eingezogen. Am 24. Februar 1485 erreichte er eine Begnadigung und erhielt seine Ländereien zurück.
Unter König Heinrich VII. stieg Sir John wieder auf, saß als Knight of the Shire für Devonshire 1491/92 im House of Commons des englischen Parlaments und kämpfte 1497 zusammen mit Edward Courtenay, 1. Earl of Devon bei der Belagerung von Exeter gegen den Prätendent Perkin Warbeck.
Sir John starb 1508 und hat seine letzte Ruhestätte in der Kirche von Yealmpton.

## Ehe und Nachkommen
Sir John war verheiratet mit Elizabeth, Tochter des Richard Fortescue. Das Paar hatte mindestens einen Sohn:
- John Croker, ⚭ (1) Joan, Tochter des Humphrey Arundel, ⚭ (2) Elizabeth, Tochter des Sir Lewis Pollard.[9][2]